# Mirta Acuña de Baravalle
Mirta Acuña de Baravalle là một nhà hoạt động nhân quyền ở Argentina. Sinh năm 1925 và qua đời vào ngày 2 tháng 11 năm 2024, bà là một trong mười hai người sáng lập ra Mothers of Plaza de Mayo và Grandmother of the Plaza de Mayo.

## Mothers of the Plaza de Mayo
Vào đầu năm 1977, Mirta Acuña de Baravalle đã gia nhập nhóm các bà mẹ và những người thân bắt đầu gặp nhau tại Plaza de Mayo. Nhóm này sau đó được biết đến như là Mothers of the Plaza de Mayoo  và bà là một trong những người sáng lập.
Vào tháng 10 năm 1977, bà nhận được lời mời từ Alicia Zubasnabar từ De la Cuadra. "Licha", một bà mẹ khác, để thành lập một nhóm các bà ngoại đang tìm kiếm những đứa cháu mất tích của họ. Bà là một trong mười hai người phụ nữ sáng lập nên phụ nữ của Abuelas de Plaza de Mayo. Cháu gái bà vẫn mất tích.
Năm 1986, do sự khác biệt nội bộ, Mothers Plaza de Mayo bị tan rã. Mirta Acuña gia nhập tổ chức mang tên Mothers of the Plaza de Mayo Fundraiser Line.

## Grandmothers of the Plaza de Mayo
Cuộc đảo chính của Argentina ngày 24 tháng 3 năm 1976 đã thiết lập một chế độ khủng bố nhằm tìm cách " biến mất " các đối thủ chính trị của họ. Cả một quốc gia khác, Giáo hội Công giáo, cũng không phải một tổ chức nhân đạo quốc tế, sẵn sàng lên án sự tàn bạo của chế độ quân sự. Hệ thống tư pháp đã từ chối các biện pháp pháp lý một cách có hệ thống.
Trong những điều kiện này, một nhóm các bà mẹ, cha và người thân của những người mất tích đã khởi xướng một phong trào lịch sử của cuộc kháng chiến bất bạo động. Lời đề nghị đến từ Azucena Villaflor, người sau đó bị chế độ độc tài sát hại.

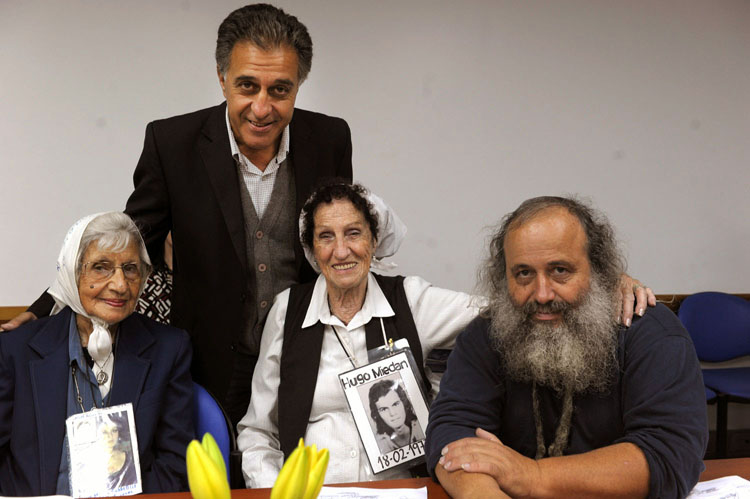
Mirta Baravalle với Mẹ của Plaza de Mayo Elia Espen và Enrique Fukman; stand-in Néstor Pitrola (PO-FIT) trong phiên điều trần về việc sa thải César Milani

## Nghĩ
Tôi sẽ không bao giờ có thể tha thứ cho những gì họ đã làm với con gái tôi, con rể tôi, cháu trai tôi và tất cả thế hệ đó.... Chúng tôi không yêu cầu trả thù, chỉ có công lý. 